# Elecciones al Consejo Federal Suizo de 2023
El 13 de diciembre de 2023 se celebraron elecciones para los siete miembros del Consejo Federal, el gobierno de Suiza, para el mandato 2024-2028. Siguió a las elecciones federales celebradas un mes antes y dependió en parte de sus resultados debido a que los miembros de Consejo Federal son elegidos por medio de los votos de los miembros de la Asamblea Federal.
Todos los concejales federales, excepto Alain Berset, se presentaron a la reelección. Según un acuerdo informal entre los partidos políticos conocido como la fórmula mágica, los titulares tradicionalmente se dejan sin oposición y los escaños abiertos solo son disputados por el partido del titular, lo que garantiza el equilibrio partidista.
También se llevarán a cabo elecciones para Presidente de la Confederación Suiza el y vicepresidente del Consejo Federal, así como para canciller de Suiza; la concejala federal Viola Amherd ascendió la presidencia para el año 2024 tras el acuerdo de rotación informal. Después de las elecciones, el jefe del Departamento Federal del Interior (actualmente en manos de Berset) tendrá que ser asignado, lo que dará lugar a una posible reorganización de los departamentos federales dentro del Consejo.

## Antecedentes

### Sistema electoral
Los escaños se eligen por mayoría absoluta mediante votación exhaustiva, y cada escaño se cubre de forma independiente. En las dos primeras rondas, los miembros del Consejo Federal pueden votar por cualquier persona elegible, pero en los resultados sólo se anuncian aquellos que reciben al menos diez votos; a partir de la tercera ronda, sólo son elegibles los candidatos que hayan recibido al menos diez votos en una de las dos primeras rondas; el candidato que quede en último lugar será eliminado hasta que alguien alcance la mayoría absoluta.
Después de las elecciones, el Consejo se reúne para asignar a cada concejal los departamentos de la administración federal. Los departamentos se atribuyen mediante decisión del consejo; en la práctica, cada miembro anuncia su preferencia en orden de antigüedad, dejando a los miembros recién elegidos en último lugar, y el consejo adopta sus preferencias.

### Renuncia de Alain Berset
El 21 de junio de 2023, unos días después de los resultados de los referendos de junio, el consejero socialdemócrata Alain Berset anunció que renunciaría a partir del 31 de diciembre, después de servir durante 12 años. Describió el referéndum de la enmienda a la Ley COVID-19 como el fin del "ciclo Covid", que definió su tercer mandato como jefe del Departamento Federal del Interior. Siguiendo el precedente existente, solo candidatos del SP se presentaron para ocupar su escaño.
La renuncia de Berset deja abierto el Departamento Federal del Interior por primera vez desde 2011. Hubo especulaciones sobre qué departamentos de la administración federal se atribuirían a quién después de las elecciones.

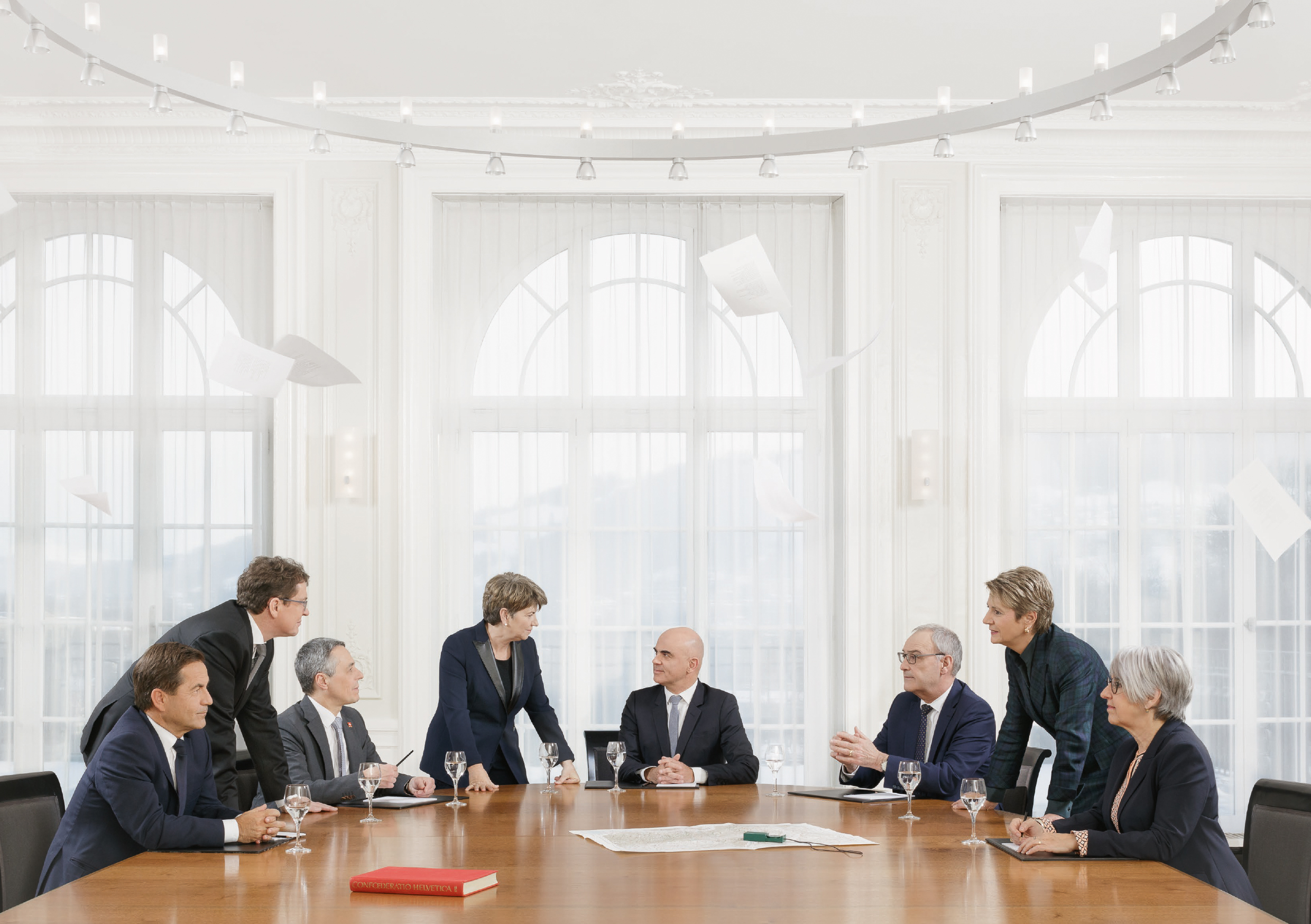
El Consejo Federal en 2023.

## Candidatos
| Actuales miembros del Consejo              | Actuales miembros del Consejo | Actuales miembros del Consejo | Actuales miembros del Consejo | Actuales miembros del Consejo                                                       |
| Candidato                                  | Candidato                     | Partido                       | Partido                       | Departamento ocupado                                                                |
| ------------------------------------------ | ----------------------------- | ----------------------------- | ----------------------------- | ----------------------------------------------------------------------------------- |
|                                            | Guy Parmelin                  |                               | UDC                           | Economía, Formación e Investigación                                                 |
|                                            | Ignazio Cassis                |                               | PLR                           | Asuntos Exteriores                                                                  |
|                                            | Viola Amherd                  |                               | El Centro                     | Defensa, Protección de la Población y Deportes (Vicepresidenta de la Confederación) |
|                                            | Karin Keller-Sutter           |                               | PLR                           | Finanzas                                                                            |
|                                            | Albert Rösti                  |                               | UDC                           | Medio Ambiente, Transportes, Energía y Comunicación                                 |
|                                            | Élisabeth Baume-Schneider     |                               | PSS                           | Justicia y Policía                                                                  |
| Miembro del Consejo, pero no fue candidato |                               |                               |                               |                                                                                     |
|                                            | Alain Berset                  |                               | PSS                           | Interior (Presidente de la Confederación)                                           |
| Candidatos al Consejo                      |                               |                               |                               |                                                                                     |
| Candidato                                  | Candidato                     | Partido                       | Partido                       | Cargo/s ocupados                                                                    |
|                                            | Gerhard Andrey                |                               | GPS                           | Consejero Nacional                                                                  |

### Candidatos al escaño de Berset

#### Candidatos oficiales
| Candidato | Candidato | Cargo/s ocupados                      |
| --------- | --------- | ------------------------------------- |
|           | Beat Jans | Consejero ejecutivo de Basilea-Ciudad |
|           | Jon Pult  | Consejero Nacional                    |

#### Candidatos no oficiales
| Candidato | Candidato          | Cargo/s ocupados             |
| --------- | ------------------ | ---------------------------- |
|           | Matthias Aebischer | Consejero Nacional           |
|           | Evi Allemann       | Consejera ejecutiva de Berna |
|           | Daniel Jositsch    | Consejero Estatal            |
|           | Roger Nordmann     | Consejero Nacional           |

## Elecciones al Canciller Federal
Luego de la elección de los Consejeros federales se procedió a la elección del Canciller Federal, también por el Consejo Nacional para ser elegido es necesario contar con la mayoría absoluta de la cámara y por lo general es electo por acuerdo de los 4 grandes partidos (UDC, PLR, PSS y El Centro).
Debido a la vacante creada por la dimisión del Canciller Federal, Walter Thurnherr (El Centro), las siguientes personas anunciaron su candidatura:
| Candidato            | Partido | Partido | Cargo/s ocupados                                                                               |
| -------------------- | ------- | ------- | ---------------------------------------------------------------------------------------------- |
| Viktor Rossi         |         | GLP     | Vicecanciller federal.                                                                         |
| Nathalie Goumaz      |         | UDC     | Secretaria General del Departamento Federal de Finanzas.                                       |
| Gabriel Lüchinger    |         | UDC     | Jefe de la División de Seguridad Internacional del Departamento Federal de Asuntos Exteriores. |
| Lukas Gresch-Brunner |         | Ind.    | Secretario General del Departamento Federal del Interior.                                      |

## Resultados

### Asiento abierto vacante por Alain Berset
Tras la renuncia del presidente en ejercicio y consejero federal Alain Berset (SP), se celebró una elección del reemplazo. Beat Jans, consejero ejecutivo de Basel-Stadt desde 2021, fue elegido nuevo miembro del Consejo Federal en la tercera ronda de votación con 134 votos, superando al consejero estatal Daniel Jositsch y al consejero nacional Jon Pult.
|                  | Beat Jans        | SP               | 89  | 112 | 134 |  |  |  |  |  |  |
|                  | Daniel Jositsch  | SP               | 63  | 70  | 68  |  |  |  |  |  |  |
|                  | Jon Pult         | SP               | 49  | 54  | 43  |  |  |  |  |  |  |
|                  | Gerhard Andrey   | GPS              | 30  |     |     |  |  |  |  |  |  |
| Otros            | Otros            | Otros            | 12  | 10  | 0   |  |  |  |  |  |  |
| Votos válidos    | Votos válidos    | Votos válidos    | 243 | 246 | 245 |  |  |  |  |  |  |
| Mayoría absoluta | Mayoría absoluta | Mayoría absoluta | 122 | 124 | 123 |  |  |  |  |  |  |
|                  |                  |                  |     |     |     |  |  |  |  |  |  |
| Votos nulos      | Votos nulos      | Votos nulos      | 0   | 0   | 0   |  |  |  |  |  |  |
| votos en blanco  | votos en blanco  | votos en blanco  | 3   | 0   | 0   |  |  |  |  |  |  |
| Votos emitidos   | Votos emitidos   | Votos emitidos   | 246 | 246 | 245 |  |  |  |  |  |  |

### Asiento ocupado por Guy Parmelin
Guy Parmelin (SVP) fue reelegido en la primera ronda de votación.
|                  | Guy Parmelin     | SVP              | 215 |  |  |  |  |  |  |
| Otros            | Otros            | Otros            | 18  |  |  |  |  |  |  |
| Votos válidos    | Votos válidos    | Votos válidos    | 233 |  |  |  |  |  |  |
| Mayoría absoluta | Mayoría absoluta | Mayoría absoluta | 117 |  |  |  |  |  |  |
|                  |                  |                  |     |  |  |  |  |  |  |
| Votos nulos      | Votos nulos      | Votos nulos      | 1   |  |  |  |  |  |  |
| Votos en blanco  | Votos en blanco  | Votos en blanco  | 12  |  |  |  |  |  |  |
| Votos emitídos   | Votos emitídos   | Votos emitídos   | 246 |  |  |  |  |  |  |

### Asiento ocupado por Ignazio Cassis
Ignazio Cassis (FDP) fue reelegido en la primera vuelta de votación. Los Verdes decidieron desafiar una vez más a ambos consejeros del FDP, enviando al consejero nacional del Gerhard Andrey para disputar ambos escaños. Su candidatura reunió votos verdes y algunos liberales verdes, pero no logró obtener votantes socialdemócratas, por lo que Ignazio Cassis fue reelegido sin ser desafiado a una segunda vuelta.
|                  | Ignazio Cassis   | FDP              | 167 |  |  |  |  |  |  |
|                  | Gerhard Andrey   | GPS              | 59  |  |  |  |  |  |  |
| Otros            | Otros            | Otros            | 13  |  |  |  |  |  |  |
| Votos válidos    | Votos válidos    | Votos válidos    | 239 |  |  |  |  |  |  |
| Mayoría absoluta | Mayoría absoluta | Mayoría absoluta | 120 |  |  |  |  |  |  |
|                  |                  |                  |     |  |  |  |  |  |  |
| Votos nulos      | Votos nulos      | Votos nulos      | 2   |  |  |  |  |  |  |
| Votos en blanco  | Votos en blanco  | Votos en blanco  | 5   |  |  |  |  |  |  |
| Votos emitidos   | Votos emitidos   | Votos emitidos   | 246 |  |  |  |  |  |  |

### Asiento en manos de Viola Amherd
Viola Amherd (DM) fue reelegida en la primera ronda de votación.
|                  | Viola Amherd     | DM               | 201 |  |  |  |  |  |  |
| Otros            | Otros            | Otros            | 27  |  |  |  |  |  |  |
| Votos válidos    | Votos válidos    | Votos válidos    | 228 |  |  |  |  |  |  |
| Mayoría absoluta | Mayoría absoluta | Mayoría absoluta | 115 |  |  |  |  |  |  |
|                  |                  |                  |     |  |  |  |  |  |  |
| Votos nulos      | Votos nulos      | Votos nulos      | 2   |  |  |  |  |  |  |
| Votos en blanco  | Votos en blanco  | Votos en blanco  | 16  |  |  |  |  |  |  |
| Votos emitidos   | Votos emitidos   | Votos emitidos   | 246 |  |  |  |  |  |  |

### Asiento en manos de Karin Keller-Sutter
Karin Keller-Sutter (FDP) fue reelegida en la primera vuelta de votación.
|                  | Karin Keller-Sutter | FDP              | 176 |  |  |  |  |  |  |
|                  | Anna Giacometti     | FDP              | 15  |  |  |  |  |  |  |
|                  | Gerhard Andrey      | GPS              | 15  |  |  |  |  |  |  |
| Otros            | Otros               | Otros            | 18  |  |  |  |  |  |  |
| Votos válidos    | Votos válidos       | Votos válidos    | 224 |  |  |  |  |  |  |
| Mayoría absoluta | Mayoría absoluta    | Mayoría absoluta | 11  |  |  |  |  |  |  |
|                  |                     |                  |     |  |  |  |  |  |  |
| Votos nulos      | Votos nulos         | Votos nulos      | 1   |  |  |  |  |  |  |
| Votos en blanco  | Votos en blanco     | Votos en blanco  | 21  |  |  |  |  |  |  |
| Votos emitidos   | Votos emitidos      | Votos emitidos   | 246 |  |  |  |  |  |  |

### Asiento ocupado por Albert Rösti
Albert Rösti (SVP) fue reelegido en la primera ronda de votación.
|                  | Albert Rösti     | SVP              | 189 |  |  |  |  |  |  |
| Otros            | Otros            | Otros            | 28  |  |  |  |  |  |  |
| Votos válidos    | Votos válidos    | Votos válidos    | 217 |  |  |  |  |  |  |
| Mayoría absoluta | Mayoría absoluta | Mayoría absoluta | 109 |  |  |  |  |  |  |
|                  |                  |                  |     |  |  |  |  |  |  |
| Votos nulos      | Votos nulos      | Votos nulos      | 2   |  |  |  |  |  |  |
| Votos en blanco  | Votos en blanco  | Votos en blanco  | 26  |  |  |  |  |  |  |
| Votos emitidos   | Votos emitidos   | Votos emitidos   | 245 |  |  |  |  |  |  |

### Asiento ocupado por Élisabeth Baume-Schneider
Élisabeth Baume-Schneider (SP) fue reelegida en la primera ronda de votación.
|                  | Élisabeth Baume-Schneider | SP               | 151 |  |  |  |  |  |  |
|                  | Gerhard Andrey            | GPS              | 23  |  |  |  |  |  |  |
|                  | Eva Herzog                | SP               | 15  |  |  |  |  |  |  |
| Otros            | Otros                     | Otros            | 27  |  |  |  |  |  |  |
| Votos válidos    | Votos válidos             | Votos válidos    | 216 |  |  |  |  |  |  |
| Mayoría absoluta | Mayoría absoluta          | Mayoría absoluta | 109 |  |  |  |  |  |  |
|                  |                           |                  |     |  |  |  |  |  |  |
| Votos nulos      | Votos nulos               | Votos nulos      | 2   |  |  |  |  |  |  |
| Votos en blanco  | Votos en blanco           | Votos en blanco  | 28  |  |  |  |  |  |  |
| Votos emitidos   | Votos emitidos            | Votos emitidos   | 246 |  |  |  |  |  |  |

### Canciller de la Confederación
El Canciller de la Confederación Suiza es una posición tecnocrática y no un miembro con derecho a voto del Consejo Federal, pero son elegidos después de que los siete ministros utilicen las mismas reglas.
Tras la renuncia del actual canciller Walter Thurnherr (El Centro), se celebró una elección del reemplazo. Viktor Rossi (GLP), vicecanciller desde 2019, fue elegido nuevo canciller en la segunda ronda de votación con 135 votos, superando a Gabriel Lüchinger (SVP).
|                  | Viktor Rossi         | GLP              | 98  | 135 |  |  |  |  |  |  |
|                  | Gabriel Lüchinger    | SVP              | 78  | 103 |  |  |  |  |  |  |
|                  | Lukas Gresch-Brunner | Independiente    | 45  |     |  |  |  |  |  |  |
|                  | Nathalie Goumaz      | SVP              | 24  |     |  |  |  |  |  |  |
| Otros            | Otros                | Otros            | 1   | 7   |  |  |  |  |  |  |
| Votos válidos    | Votos válidos        | Votos válidos    | 246 | 245 |  |  |  |  |  |  |
| Mayoría absoluta | Mayoría absoluta     | Mayoría absoluta | 124 | 124 |  |  |  |  |  |  |
|                  |                      |                  |     |     |  |  |  |  |  |  |
| Votos nulos      | Votos nulos          | Votos nulos      | 0   | 1   |  |  |  |  |  |  |
| Votos en blanco  | Votos en blanco      | Votos en blanco  | 0   | 0   |  |  |  |  |  |  |
| Votos emitidos   | Votos emitidos       | Votos emitidos   | 246 | 246 |  |  |  |  |  |  |

### Presidente de la Confederación
El Presidente de la Confederación es un miembro del Consejo Federal elegido cada año, sin poderes adicionales aparte de presidir las reuniones del Consejo Federal.
Viola Amherd (DM) fue elegida en la primera ronda de votación.
|                  | Viola Amherd     | DM               | 158 |  |  |  |  |  |  |
|                  | Albert Rösti     | SVP              | 21  |  |  |  |  |  |  |
| Otros            | Otros            | Otros            | 25  |  |  |  |  |  |  |
| Votos válidos    | Votos válidos    | Votos válidos    | 204 |  |  |  |  |  |  |
| Mayoría absoluta | Mayoría absoluta | Mayoría absoluta | 103 |  |  |  |  |  |  |
|                  |                  |                  |     |  |  |  |  |  |  |
| Votos nulos      | Votos nulos      | Votos nulos      | 3   |  |  |  |  |  |  |
| Votos blancos    | Votos blancos    | Votos blancos    | 36  |  |  |  |  |  |  |
| Votos emitidos   | Votos emitidos   | Votos emitidos   | 243 |  |  |  |  |  |  |

### Vicepresidente del Consejo Federal
El Vicepresidente del Consejo Federal es un miembro del Consejo Federal elegido cada año como el presidente, y el presunto presidente para el próximo año.
Karin Keller-Sutter (FDP) fue elegida en la primera ronda de votación.
|                  | Karin Keller-Sutter       | FDP              | 138 |  |  |  |  |  |  |
|                  | Albert Rösti              | SVP              | 18  |  |  |  |  |  |  |
|                  | Élisabeth Baume-Schneider | SP               | 16  |  |  |  |  |  |  |
|                  | Ignazio Cassis            | FDP              | 10  |  |  |  |  |  |  |
|                  | Beat Jans                 | SP               | 10  |  |  |  |  |  |  |
|                  | Guy Parmelin              | SVP              | 4   |  |  |  |  |  |  |
| Otros            | Otros                     | Otros            | 0   |  |  |  |  |  |  |
| Votos válidos    | Votos válidos             | Votos válidos    | 196 |  |  |  |  |  |  |
| Mayoría absoluta | Mayoría absoluta          | Mayoría absoluta | 99  |  |  |  |  |  |  |
|                  |                           |                  |     |  |  |  |  |  |  |
| Votos nulos      | Votos nulos               | Votos nulos      | 3   |  |  |  |  |  |  |
| Votos en blanco  | Votos en blanco           | Votos en blanco  | 41  |  |  |  |  |  |  |
| Votos emitidos   | Votos emitidos            | Votos emitidos   | 240 |  |  |  |  |  |  |